# Anaklet Reiffenstuel
Anaklet Reiffenstuel OFM (* 2. Juli 1642 in Kaltenbrunn (heute zur Gemeinde Gmund am Tegernsee) als Johann Georg Reiffenstuel; † 5. Oktober 1703 in Freising) war Franziskaner-Reformat und römisch-katholischer Kanonist und Moraltheologe. Er veröffentlichte mehrere theologische Lehrbücher und Abhandlungen und lehrte in Freising.

## Leben
Johann Georg Reiffenstuel schloss 1658 das Jesuitengymnasium München (heute: Wilhelmsgymnasium München) ab und trat anschließend in die Bayerische Franziskanerprovinz (Bavaria) ein, die zum strengeren Reformzweig der Reformaten im Franziskanerorden gehörte; dort erhielt den Ordensnamen Anaklet. Ab 1683 wirkte er bis zu seinem Tod als Lektor für Kirchenrecht und Moraltheologie am Studienhaus der Bavaria im Franziskanerkloster Freising, das 1685 von der Ordensleitung als überprovinzielles Studium generale anerkannt wurde; auch die Diözese Freising ließ von 1691 bis 1713 ihre Priesteranwärter dort ausbilden. Er leistete mit seiner Arbeit einen wichtigen Beitrag zur thematischen Abgrenzung von Kirchenrecht und Moraltheologie. Seine Schriften gelten als klassische Grundlagenwerke.

## Werke
- Theologia moralis. Brevi simulque clara methodo comprehensa, atque juxta sacros canones, ... succinctè resolvens omnes Materias Morales. München 1692.
- Ius Canonicum universum. Clara Methodo Ivxta Titulos Qvinqve Librorvm Decretalium in Quaestiones distributum, solidisque Responsionibus, & Objectionum Solutionibus dilucidatum. 5 Bände, München 1700–1714.